# FC Le Mont-sur-Lausanne
Der FC Le Mont-sur-Lausanne (kurz FC Le Mont) ist ein in Le Mont-sur-Lausanne beheimateter Fussballclub, der in der 4. Liga spielt. Bekannt wurde der Verein durch die Teilnahme an der Challenge League von 2009–2010 sowie 2013–2017.

## Geschichte
Lange Zeit war der FC Le Mont ein regional bekannter Amateurverein. 
Nach dem Abstieg in die 3. Liga im Jahr 2000 gelang 2003 der Wiederaufstieg in die 2. Liga. 2007 stieg die Mannschaft in die 2. Liga interregional und im darauf folgenden Jahr in die 1. Liga auf. Gleich in der ersten 1.-Liga-Saison 2008/09 gelang der Aufstieg in die Challenge League. Ein Jahr später, per Ende der Saison 2009/10, stieg der FC Le Mont wieder ab.
In der Saison 2013/14 stieg der FC Le Mont erneut in die Challenge League auf.
2017 verzichtete man darauf, gegen die erstinstanzliche Nichtvergabe der Challenge-League-Lizenz zu rekurrieren, woraufhin der Verein zwangsrelegiert wurde. In der Saison 2017/18 tritt man in der 4. Liga an, wo zuvor die zweite Mannschaft gespielt hatte.

## Stadion
Das Heimstadion von Le Mont-sur-Lausanne ist das Terrain du Châtaignier. Da dieser Platz nicht für Spiele in der Challenge League zugelassen war, mussten die Heimspiele der 1. Mannschaft jeweils in einem anderen Stadion ausgetragen werden. Während der ersten Spielzeit in der Challenge League spielte man im Lausanner Stade Olympique de la Pontaise, nach dem zweiten Aufstieg 2014 entschied man sich, weil die Pontaise zu teuer war, nach Baulmes ins Stade Sous-Ville auszuweichen.

## Spieler
- Thomas Häberli (1994–1995)
- Weitere Spieler sind in der Kategorie:Fußballspieler (FC Le Mont-sur-Lausanne) zu finden.